# Serpentinska galerija
Serpentinska galerija (eng. Serpentine Gallery) je umjetnička galerija u parku palače Kensington (Kensington Gardens), uz sam Hyde Park u središnjem Londonu. Izložbe, arhitektura, predavanja i javni programi u galeriji privlače oko 750.000 posjetitelja godišnje. Ulaz je besplatan.
Serpentinska galerija je osnovana 1970. god. u klasičnom paviljonu čaja iz 1934. god., a naziv je dobila po obližnjem jezeru Serpentine. Osnovalo ju je Umjetničko vijeće Velike Britanije (Arts Council of Great Britain) i prvih godina je bila otvorena samo privermeno u ljetnim mjesecima. No, 1991. godine je nova ravnateljica, Julia Peyton Jones, opsežno proširila njezino djelovanje.
Znameniti umjetnici koji su izlagali u ovoj galeriji su, između ostalih: Man Ray, Henry Moore, Jean-Michel Basquiat, Andy Warhol, Paula Rego, Bridget Riley, Allan McCollum, Anish Kapoor, Christian Boltanski, Philippe Parreno, Richard Prince, Wolfgang Tillmans, Gerhard Richter, Gustav Metzger, Damien Hirst i Jeff Koons.
Od 2000. godine, svakog ljeta galerija naručuje privremeni paviljon od vodećih svjetskih arhitekata koji se gradi na travnjaku ispred galerije. Paviljoni pružaju jedinstven uvid u suvremenu arhitekturu. Do danas su paviljone dizajnirali: Zaha Hadid (2000.), Daniel Libeskind (2001.), Toyo Ito (2002.), Oscar Niemeyer (2003.), Álvaro Siza i Eduardo Souto de Moura (2005.), Rem Koolhaas, Cecil Balmond i Arup (2006.), Zaha Hadid i Patrik Schumacher (predpaviljon 2007.), Olafur Eliasson, Cecil Balmond i Kjetil Thorsen (2007.), Frank Gehry (2008.), SANAA (2009.), Jean Nouvel (2010.), Peter Zumthor (2011.), Ai Weiwei i Herzog & de Meuron (2012.), te Sou Fujimoto (2013.).
- Toyo Ito (2002.)
- Álvaro Siza i Eduardo Souto de Moura (2005.)
- Olafur Eliasson, Cecil Balmond i Kjetil Thorsen (2007.)
- Frank Gehry (2008.)
- Jean Nouvel (2010.)
- Peter Zumthor (2011.) i vrt koji je izveo Piet Oudolf
- Ai Weiwei i Herzog & de Meuron (2012.)
- Sou Fujimoto (2013.)

## Vanjske poveznice
- Službene stranice Serpentinske galerije  Arhivirana inačica izvorne stranice od 24. rujna 2013. (Wayback Machine)